# NGC 5234
NGC 5234 é uma galáxia lenticular (SB0) localizada na direcção da constelação de Centaurus. Possui uma declinação de -49° 50' 14" e uma ascensão recta de 13 horas, 37 minutos e 29,8 segundos.
A galáxia NGC 5234 foi descoberta em 6 de Julho de 1834 por John Herschel.